# نارینه دوولاتیان
نارینه دوولاتیان (ارمنی: Նարինե Դովլաթյան؛ زادهٔ ۷ ژانویه ۱۹۹۱) یک خواننده اهل ارمنستان است. وی از سال ۲۰۰۷ میلادی تاکنون مشغول فعالیت بوده است.

## زندگی‌نامه
دوولاتیان در مالیشکا، استان وایوتس‌جور به دنیا آمده است و در سن نه سالگی با هدف آموزش موسیقی به ایروان نقل مکان نموده است. وی در دپارتمان آوازخوانی سبک جاز کنسرواتوار دولتی کومیتاس ایروان تحصیل نموده است.
وی در فصل سوم های سوپراستار شرکت نمود.
در اواخر سال ۲۰۱۰ میلادی وی اولین نماهنگ خویش را تحت عنوان «یکشنبه زیبا» منتشر نمود و بخاطر همین نماهنگ نامزد بهترین هنرمند تازه‌وارد در سال ۲۰۱۰ شد.
وی در سال ۲۰۱۱ تک‌آهنگی تحت عنوان «به چشمانم نگاه کن» را منتشر نمود. وی این ترانه در جوایز موسیقی ملی ارمنستان سال ۲۰۱۱ اجرا نمود.
نارینه در سال ۲۰۱۲ بار دیگر در جوایز موسیقی ملی ارمنستان شرکت نمود و تک‌آهنگی تحت عنوان «بر روی پاهایم» را اجرا نمود. دوولاتیان در سال ۲۰۱۲ برنده جایزه هنرمند تازه‌وارد شد.
وی همچنین در مجموعه تلویزیونی «خواهر آبل» (به ارمنی: Աբելի քույրը) نقش آفرینی کرده است.